# 1919 Eternal
1919 Eternal (estilizado como 1919★Eternal) es el tercer álbum de estudio de la banda de heavy metal estadounidense Black Label Society, publicado el 5 de marzo de 2002. Cinco canciones para las sesiones de grabación del álbum fueron originalmente escritas por Zakk Wylde para el álbum Down to Earth de Ozzy Osbourne. Ozzy rechazó las canciones porque sonaban demasiado "Black Label", entonces Zakk las reservó para 1919 Eternal. Las mencionadas canciones son "Bleed for Me", "Life, Birth, Blood, Doom", "Demise of Sanity", una versión alternativa de "Bridge to Cross" y un demo llamado "I'll Find the Way".El álbum está dedicado al padre de Zakk: Jerome F. Weilandt, y el título 1919 corresponde al año de nacimiento de su padre.

## Lista de canciones
Todas escritas por Zakk Wylde, excepto "America the Beautiful", escrita por  Katharine Lee Bates y Samuel A. Ward.
1. "Bleed for Me" – 5:31
2. "Lords of Destruction" – 5:11
3. "Demise of Sanity" – 3:23
4. "Life, Birth, Blood, Doom" – 4:21
5. "Bridge to Cross" – 5:49
6. "Battering Ram" – 2:22
7. "Speedball" – 0:58
8. "Graveyard Disciples" – 3:20
9. "Genocide Junkies" – 5:53
10. "Lost Heaven" – 4:24
11. "Refuse to Bow Down" – 4:53
12. "Mass Murder Machine" – 5:47
13. "Berserkers" – 5:06
14. "America the Beautiful" (instrumental) – 3:17
15. "Llabdeeps" (Bonus Track de la versión japonesa) – 1:00*

## Créditos
- Zakk Wylde – voz, guitarras, bajo
- Robert Trujillo – bajo
- Craig Nunenmacher – batería